# Diego de Estella

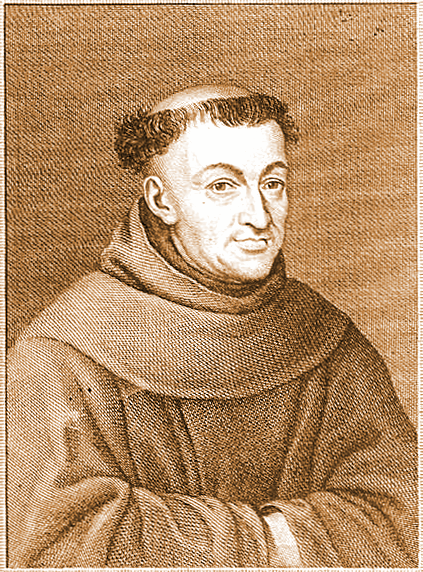
Diego de Estella in einer Darstellung von 1785

Diego de Estella (auch: Didacus Estella, Diego Estella, Diego de Ballesteros y Cruzat; * 1524 in Estella (Navarra); † 1578 in Salamanca) war ein spanischer Theologe und Mystiker.

## Leben
De Estella verfasste ein Buch über den Heiligen Lukas, das durch die spanische Inquisition verfolgt wurde; unter dem Pseudonym Didacus Stella war er ein Überlieferer des Gleichnisses Auf den Schultern von Giganten.